# سارة تشالك
سارة تشالك  بالإنجليزية :Sarah Cassandra Chalke  فنانة كوميدية موهوبة شاركت في أكبر مسلسلين في تاريخ الولايات المتحدة الأمريكية. في سنة 1996 انتهزت الفنانة سارة تشالك فرصة عمرها عندما حلت محل أليسيا جورانسون في تأدية شخصية بيكي كونر في المسلسل التلفزيوني الشهير روزان الذي عرض على قناة ABC من 1988 حتى 1997 على مدى تسعة أجزاء. وبعد فترة وجيزة استطاعت أن تطل على المشاهدين من خلال شخصية الطبيبة إيليوت ريد على قناة NBC عبر المسلسل الكوميدي الطبي Scrubs في سنة 2001. وجاء إبداع تشالك من خلال إلقاء الدعابات الممتازة والسلوك الأبله الذي تؤديه وقد اكتسبت خبرة كبيرة من تشاركها بطولة المسلسل مع الفنانين المخضرمين كين جينكينز (في شخصية الطبيب كيلسو) وجون س مكجينلي (في شخصية الطبيب كوكس).

## البدايات
ولدت باسم سارة كاسندرا تشالك في مدينة أوتاوا مقاطعة أونتاريو بكندا في 27 أغسطس 1976م. وكان ترتيبها الثاني بين ثلاثة أطفال. رباها والدها المحامي دوغ تشالك ووالدتها أنجي تشالك وعلى حب الثقافة والفن. سارة تشالك وشقيقتها الكبرى ناتاشا والصغرى بايبر شاركوا في مسرح فانكوفر للإنتاج الفني المحلي منذ نعومة أظافرهم. عندما بلغت السادسة عشر من عمرها حصلت على فرصة عمرها بتقديم برنامج للأطفال على الهواء مباشرة أطلق عليه KidZone على قناة CBC سنة 1992. نتيجة لذلك تم اختيارها للمشاركة في تمثيل الفيلم التلفزيوني City Boy في نفس السنة، وكان هذا الأمر كافيا لكي يجعلها مشروع نجمة للمستقبل.

## بداية الشهرة
في سنة 1993 عندما قررت أليسيا جورانسون ترك أسرة مسلسل روزان لكي تستطيع الالتحاق بالجامعة فإنها وضعت منتجي المسلسل في موقف محرج. شخصية جورانسون هو تأدية دور أكبر أبناء عائلة كونور ولذلك كانت شخصيتها محورية في أحداث المسلسل. وتم فتح باب الاختبار للممثلات المرشحات لأداء هذا الدور وكانت تشالك واحدة منهن ولكنها لم تكن تتوقع النجاح لسببين وهما طول فترة التصوير وجنسيتها الكندية.
واندهشت تشالك عندما علمت أنها فازت بالدور. ويرجع الفضل في نجاحها لحيويتها الطبيعية والانسجام الكبير الذي حدث بينهما وبين نجمة المسلسل الأولى روزان أرنولد. المخرج لم يهتم بصغر البنية الجسدية لسارة تشالك مقارنة بالممثلة السابقة أليسيا جورانسون.
تخرجت تشالك من مرحلة الثانوية في سنة 1995 خلال تصويرها الجزء السابع من مسلسل روزان والثالث بالنسبة إليها قبل أن تقرر جورانسون العودة لتأدية الدور مرة أخرى.
بعد مسلسل روزان ظهرت تشالك في عدد قليل من الأفلام التلفزيونية أبرزها فيلم Stand Against Fear سنة 1996 حيث أدت دور مراهقة مشجعة للفرق الرياضية في مدرستها ويتوجب عليها مواجهة التحرش الجنسي الذي يقع لها. في سنة 1997 رجعت تشالك إلى موطنها كندا للتمثيل في الفيلم التلفزيوني Nothing Too Good for a Cowboy وقصة الفيلم مقتبسة من رواية الكاتب ريتشموند ب هوبسون. وأشاد النقاد الفنيون بمستوى أداء تشالك في تأدية دور المراهقة المحبوبة جلوريا ماكينتوش، والفيلم نجح نجاح منقطع النظير وقررت القناة المنتجة CBC أن تحوله إلى مسلسل تلفزيوني ببطولة تشالك نفسها ولكنه لم يستمر سوى لموسم واحد وتقرر التوقف عن استكمال باقي أجزائه في سنة 1999.

## النجمة الكبيرة
في سنة 2000 قررت تشالك التفكير جديا في ترك مهنة التمثيل والتركيز على دراستها الجامعية. ولكن في غمرة تفكيرها تحصل على فرصة عمرها بتأدية دور الطبيبة إيليوت ريد في المسلسل الطبي الكوميدي الدرامي Scrubs. تدور قصة المسلسل حول 3 أطباء مقيمين في أحد المستشفيات (شابين وشابة) واكتسابهم خبرة الحياة، والحب، والأمور الطبية. ونجح المسلسل فور عرضه على التلفزيون. بنهاية الجزء الأول حاز على إعجاب عدد كبير من المشاهدين وأصبح من أهم المسلسلات لدى قناة NBC وأكثرها شعبية.
تمت حفلة خطوبتها في ديسمبر 2006م على المحامي جيمي عفيفي.

## متفرقات
في 13 سبتمبر 1999 حضرت مهرجان CCMA وقدمت جائزة أفضل ممثل.
تجديد التحدث باللغتين الفرنسية والألمانية.
تطوعت في مؤسسة أودري هيبورن للأطفال لمساعدة الأطفال المريضين.
في وقت فراغها تفضل سارة تشالك الطبخ لأصدقائها خصوصا الأكلات التايلندية والسوشي، العزف على الجيتار، السير على الأقدام، التزحلق (مدربة)، التزحلق على الجليد، الإبحار عبر الكاياك (زورق جلدي من زوارق الإسكيمو)، والقراءة.
والداها يملكان وكالة لتبني الأطفال. قبل سنتين استطاعت سارة تشالك من إقناع والديها بعمل اتفاقية مع عدة دور للأيتام في الصين.
هي لا تأكل غير الفواكه والخضراوات مثل والدتها. والدها لم يكن مثلهما ولكنه في النهاية رضخ لإلحاحهما وأصبح مثلهما.
تملك كلبان أحدهما اسمه هارلي والآخر اسمه تانكرز.
أدت الممثلة ماركي بوست دور أم سارة تشالك في عملين فنيين وهما الفيلم التلفزيوني I've Been Waiting for You وفي المسلسل Scrubs.
تتشارك في الاحتفال في عيد ميلادها مع الفنانتين أليكسا فيغا وتشاندرا ويلسون.

## الأفلام السينمائية
| السنة | اسم الفيلم               | اسم الشخصية  |
| 1994  | Ernest Goes to School    | سارة تشالك   |
| 1999  | All Shook Up             | سارة دودستون |
| 1999  | Y2K                      | ميرا         |
| 2000  | Spin Cycle               | تيس          |
| 2000  | Cinderella: Single Again | سندريلا      |
| 2001  | Kill Me Later            | ليندا        |
| 2001  | XCU: Extreme Close Up    | جين بينيت    |
| 2005  | Alchemy                  | سامانثا روز  |
| 2005  | Cake                     | جين          |
| 2007  | Chaos Theory             |              |
| 2007  | Mama's Boy               | مايا         |
| ----- | ------------------------ | ------------ |

## الأفلام التلفزيونية
| السنة | اسم الفيلم                           | اسم الشخصية            |
| 1992  | City Boy                             | أنجيليكا               |
| 1993  | Relentless: Mind of a Killer         | كاري                   |
| 1993  | Woman on the Ledge                   | إليزابيث               |
| 1994  | Beyond Obsession                     | لورا سوير              |
| 1996  | Robin of Locksley                    | ماريون فيتزووتر        |
| 1996  | Dead Ahead                           | هيثر لوتش              |
| 1996  | Stand Against Fear                   | كريستا ويلسون          |
| 1997  | Daughters                            | أني موريل              |
| 1997  | A Child's Wish                       | ميليندا                |
| 1997  | Dying to Belong                      | دريا دافينبورت         |
| 1998  | Nothing Too Good for a Cowboy        | جلوريا ماكينتوش        |
| 1998  | I've Been Waiting for You            | سارة زولتان            |
| 2005  | Awesometown                          | باميلا فينتون / ميليسا |
| 2006  | Why I Wore Lipstick to My Mastectomy | جيرالين لوكاس          |
| ----- | ------------------------------------ | ---------------------- |

## المسلسلات التلفزيونية
| السنة/السنوات | اسم المسلسل                   | اسم الشخصية     | عدد الحلقات |
| 1992          | Neon Rider                    | أني             | 1           |
| 1992          | The Odyssey                   | سمسارة عقارات   | 1           |
| 1993-1997     | Roseanne                      | بيكي كونور-هيلي | 27          |
| 1997          | Dead Man's Gun                | موريال جيكس     | 1           |
| 1998          | Nothing Too Good for a Cowboy | جلوريا ماكينتوش | غير معلوم   |
| 1999          | First Wave                    | كلو ويلز        | 1           |
| 2002-2003     | Clone High                    | ماري أنطوانيت   | 3           |
| 2001-2007     | Scrubs                        | إيليوت ريد      | 124         |
| ------------- | ----------------------------- | --------------- | ----------- |

## روابط خارجية
- سارة تشالك على موقع IMDb (الإنجليزية)
- سارة تشالك على موقع ميتاكريتيك (الإنجليزية)
- سارة تشالك على موقع روتن توميتوز (الإنجليزية)
- سارة تشالك على موقع قاعدة بيانات الأفلام العربية
- سارة تشالك على موقع ألو سيني (الفرنسية)
- سارة تشالك على موقع ميوزك برينز (الإنجليزية)
- سارة تشالك على موقع تيرنر كلاسيك موفيز (الإنجليزية)
- سارة تشالك على موقع أول موفي (الإنجليزية)
- سارة تشالك على موقع قاعدة بيانات الأفلام السويدية (السويدية)
- سارة تشالك على موقع إن إن دي بي (الإنجليزية)